# Major Lazer
Major Lazer ist ein US-amerikanisches Musikprojekt im Bereich der elektronischen Musik. Dieses wurde 2008 von Wesley Pentz, auch bekannt als Diplo, gemeinsam mit Dave Taylor alias Switch gegründet. Nach dem Ausstieg Taylors traten die DJs und Produzenten Jillionaire und Walshy Fire dem Projekt bei. Große Erfolge feierten sie insbesondere mit den Liedern Lean On und Cold Water. Im Mai 2019 verließ Jillionaire das Trio, er wurde durch den Produzenten und DJ Ape Drums ersetzt.

## Biografie

### Bis 2012: Gründung und erste Erfolge
Im Jahr 2008 schloss sich Diplo mit dem Londoner DJ Dave Taylor, bekannt als Switch, unter dem Namen Major Lazer zusammen. Bereits zuvor arbeiteten sie unter anderem als Produzenten für M. I. A. und Santigold gemeinsam. Nur kurze Zeit später erschien ihr Debütalbum Guns Don’t Kill People … Lazers Do. Es bildete mit Platz 169 in den US-Charts ebenfalls ihr Chartdebüt. In den Electronic-Charts rückte es bis auf Platz 7 vor. Auch die daraus ausgekoppelten Singles brachten erste Erfolge ein. Der Song Keep It Goin’ Louder erreichte Nummer 4 der US-amerikanischen Dance-Charts. Nur ein Jahr später erschien ihre EP Lazers Never Die sowie 2011 Original Don.

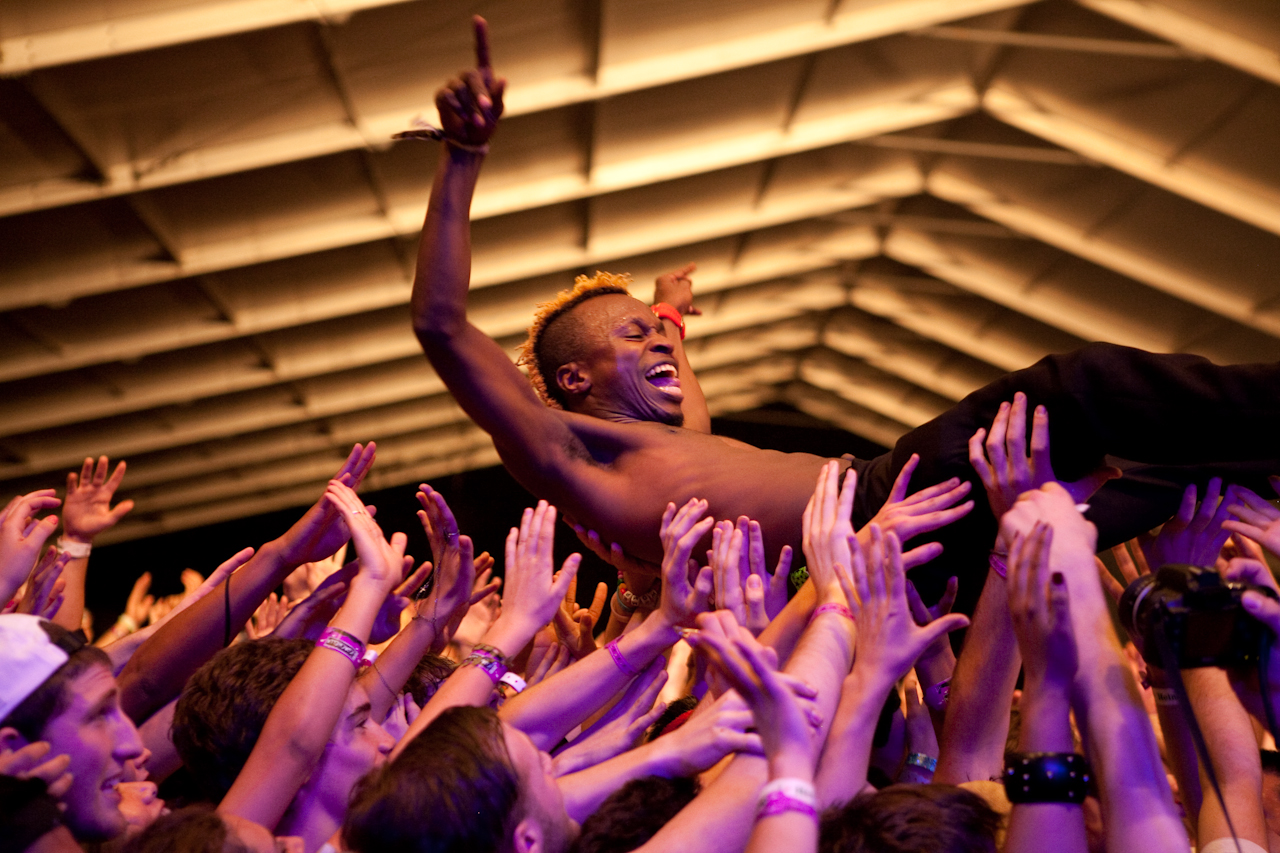
Ex-Frontmann Skerrit Bwoy beim Coachella Festival, 2010

Später im Jahr 2011 verließ Dave Taylor das Projekt auf Grund unterschiedlicher Interessen. Auch Skerrit Bwoy, der die DJs auf zahlreichen Auftritten unterstützte, trat aus religiösen Gründen aus der Band aus. Jedoch wurden gemeinsame Produktionen beziehungsweise die Anfänge der Arbeiten an dem kommenden Studioalbum nicht annulliert.
Mit der Sängerin Amber Coffman von den Dirty Projectors nahmen sie den Song Get Free auf, der im Frühjahr 2012 als Single-Auskopplung erschien. International konnte es durch die Nutzung als Werbespot von Vodafone schnell an Beliebtheit gewinnen und im Sommer 2012 ihren ersten kommerziellen Erfolg darstellen. So rückten sie in mehreren Ländern in die offiziellen Single-Charts, unter anderem in Belgien auf Platz drei und den Niederlanden bis auf Platz acht vor. Das Lied bildet die erste Auskopplung ihres kommenden Studioalbums.
Während Get Free noch auf einer ruhigen Atmosphäre beruht veröffentlichten Major Lazer am 22. Oktober 2012 mit Jah No Partial, einer Kollaboration mit Flux Pavilion, eine Fusion aus Jungle, Dancehall und Dubstep. Jah No Partial konnte insbesondere in Belgien für Aufmerksamkeit sorgen und agierte zeitgleich als zweite Vorab-Single-Auskopplung ihres zweiten Studioalbums.

### 2013: Umbruch der Gruppe undFree the Universe

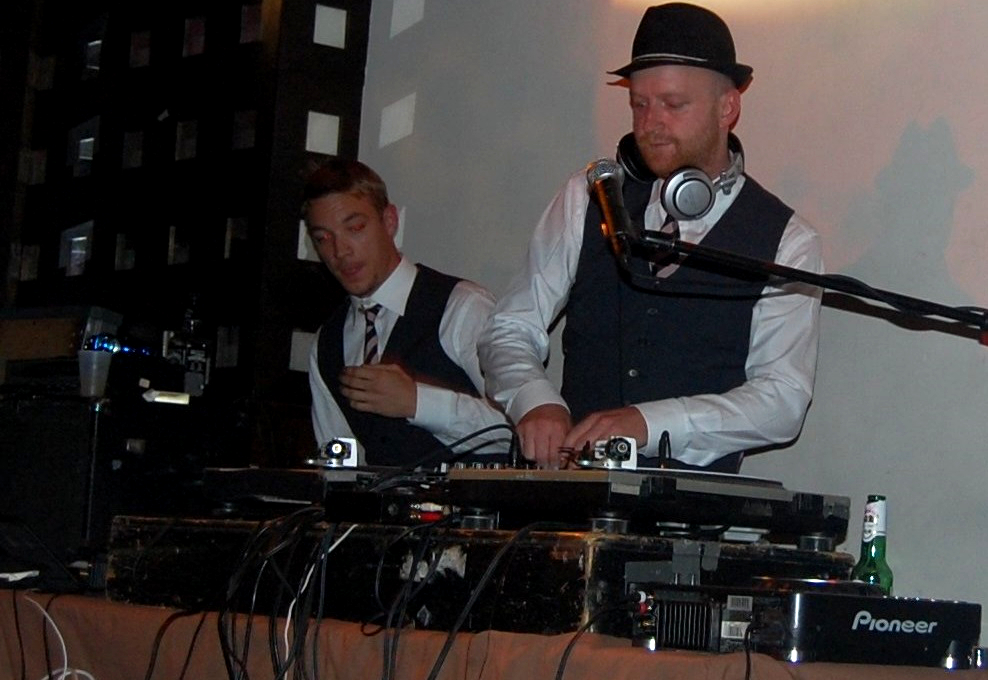
Diplo (links) und Switch (rechts) als Major Lazer 2012

2013 traten die beiden DJs und Produzent Jillionaire und Walshy Fire Major Lazer bei. Gemeinsam folgten Auftritte als Trio und sie begannen zudem mit der Arbeit für ihr zweites Studioalbum Free the Universe. Diese erfolgten mit Künstlern wie Wyclef Jean, Bruno Mars und Shaggy. Das Album erschien im April 2013 und konnte sich international in den Charts platzieren. In den USA und Australien erreichte es Platz eins der Dance-Charts. Auch in Deutschland konnte es eine Platzierung erzielen.
Am 26. Februar 2013 veröffentlichten sie mit Watch Out for This (Bumaye) ihren ersten weltweiten Single-Charterfolg. Das Lied konnte in über 10 Ländern in die Top-100 vorrücken. Das Lied basiert auf dem Lied Bumaye von The Flexican und FS Green aus dem Jahr 2011, die jeweils als Featuring angegeben wurden. Die Ursprungsversion stammt aus dem Jahr 2005. Vocals steuerte der jamaikanischer Reggae-Musiker Busy Signal bei. Ein Remix des belgischen DJ-Duos Dimitri Vegas & Like Mike erreichte hohe Popularität auf zahlreichen Festivals.
Der Nachfolger Bubble Butt erschien am 24. Mai 2013. Dieser entstand in Zusammenarbeit mit Bruno Mars, 2 Chainz, Tyga und Mystic und ließ sich im Gegensatz zum Vorgänger eher in den Bereich des Hip-Hops einordnen. Die Produktion des Liedes stammt noch aus der Zeit, zu der Taylor dem Projekt angehörte. Während in den deutschsprachigen kein Erfolg erzielt werden konnte, rückte der Track in den USA und vor allem in Belgien hoch in die Charts vor.
Am 19. August 2013 erschien das Lied Scare Me als dritte Single-Auskopplung. Hierbei arbeiteten sie mit der kanadische Electroclash-Sängerin Peaches und Reggae-Sängerin Timberlee zusammen. Als weitere Singles wurden die Lieder Jessica mit Ezra Koenig der Indie-Rock-Band Vampire Weekend im September 2013, Jet Blue Jet mit Leftside, GTA, Zia Benjamin, Razz und Biggy im Oktober 2013 sowie Sweat mit Laidback Luke und Ms. Dynamite im November 2013 ausgekoppelt. Jedoch erreichten außer Scare Me keine dieser großen Erfolg.

### 2014:Apocalypse Soon

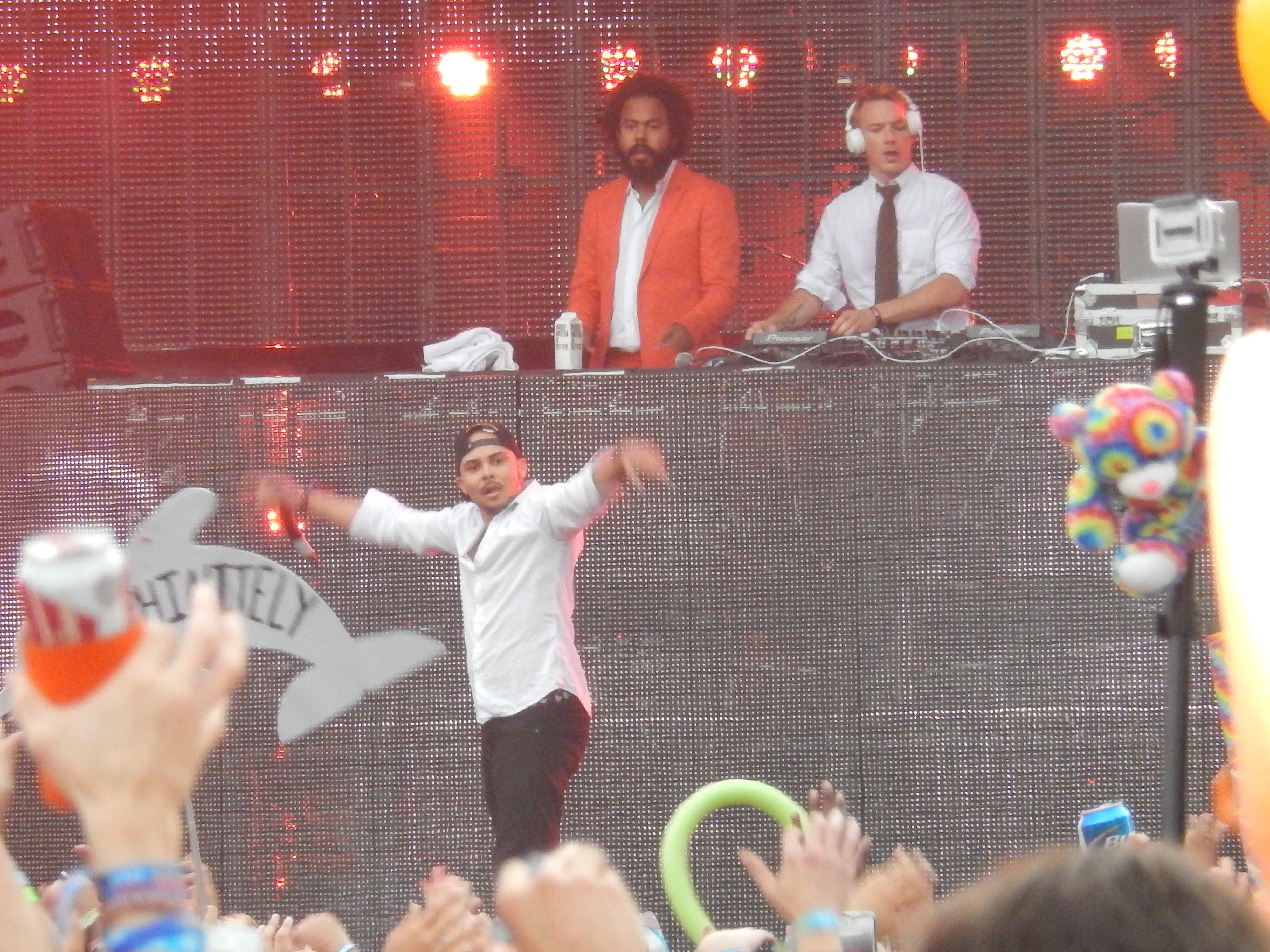
Major Lazer beim Lollapalooza 2013

Am 14. Februar 2014 erschien das Lied Aerosol Can, eine Kollaboration mit Pharrell Williams als erste Vorab-Single-Auskopplung eines folgenden Extended Plays. Nachdem der Song in Belgien und Australien die offiziellen Single-Charts erreichen konnten, veranstaltete das Trio einen Remix-Contest. Im Mai 2014 wurde verkündet, dass dieser von Peachey gewonnen wurde. Der Remix erschien im Juni 2014 als Einzeltrack auf Beatport.
Am 25. Februar 2014 veröffentlichte das Trio die EP Apocalypse Soon, auf der Kollaborationen mit unter anderem Pharrell Williams und Sean Paul zu finden waren. Der Stil der Tracks war Genre-übergreifend und wies sowohl ihren typischen Moombahton-Stil als auch Trap-angelehnte Sounds auf. In den USA rückte die EP bis in die offiziellen Album-Charts vor.
Am 3. März 2014 wurde das Lied Come on to Me als Single von der EP ausgekoppelt. Dieses entstand in Zusammenarbeit mit dem jamaikanischen Rapper Sean Paul. Der Moombahton-Song erreichte die belgischen, französischen sowie die niederländischen Single-Charts. Für den Track wurden zwei Musikvideos produziert. Während das erste animiert war und weder Band, noch Sean Paul zeigt, wirken im zweiten alle Musiker mit. Dieses war auch das einzige, welches für das Fernsehen verfügbar gemacht wurde.
Gemeinsam mit dem polnischen DJ und Produzenten P.A.F.F. produzierte das Trio einen Remix des 2013er Club-Hits Stampede, der am 10. März 2014 als Single erschien. Der Remix wurde Teil des TomorrowWorld-Aftermovies und konnte insbesondere auf Beatport Erfolg einbringen.

### 2015:Peace Is the Mission

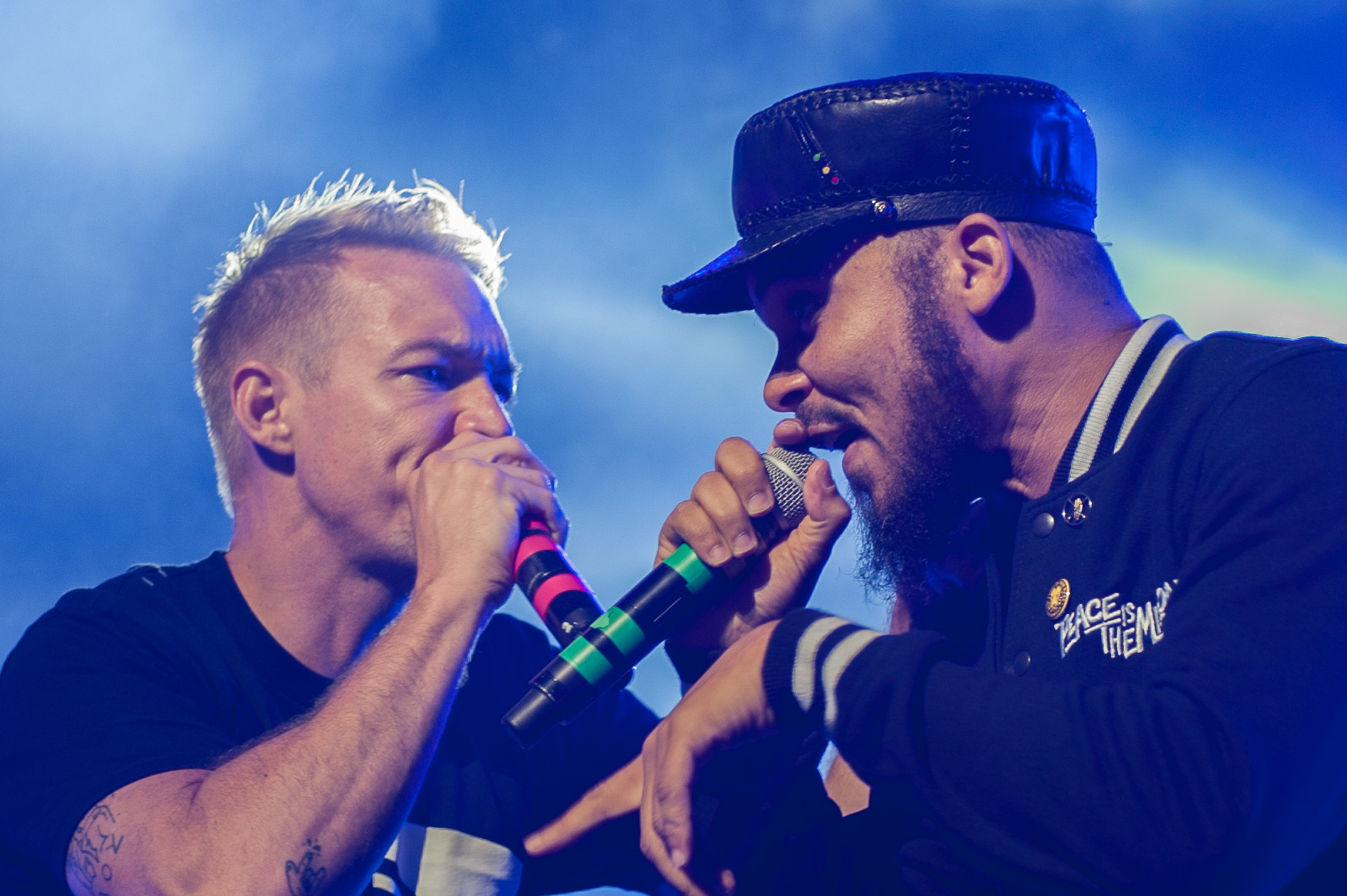
Major Lazer beim Flow 2015

Mit der 2015 erschienenen Single Lean On, die gemeinsam mit dem DJ und Produzenten DJ Snake und Sängerin MØ entstand, veröffentlichten sie einen ihrer größten Erfolge. Neben dem Erreichen von Platz 2 der Spotify Streaming-Charts mit über 2 Millionen Streams täglich, erreichte Lean On Platz 4 in Deutschland, Nummer 1 in Australien, Dänemark, Niederlande und Luxemburg. Lean On agierte sowohl die erste Single-Auskopplung, als auch eine Ankündigung für ihr drittes Album Peace Is the Mission.
Am 1. Juni 2015 erschien das Album Peace Is the Mission. Auf diesem waren unter anderem Kollaborationen mit Ariana Grande, 2 Chainz und Elliphant enthalten. Der kommerzielle Erfolg fiel um ein weites größer aus als der des Vorgängers, so erreichten sie die Top-10 in Australien, Belgien und ganz Skandinavien. In Deutschland konnten sie erstmals die obere Charthälfte erreichen. Eine Extended-Version des Albums enthielt zusätzliche Lieder und eine Remix-Version die Lieder des Originals in Remix-Form.
Parallel zum Album erschien am 1. Juni 2015 die zweite Single-Auskopplung Powerful, die sie zusammen mit Ellie Goulding und Tarrus Riley aufnahmen. Der Song konnte in 20 Ländern die Charts erreichen, darunter in Australien, Tschechien und Polen die Top-10. Im Gegensatz zu Lean On war dieses Lied stilistisch eher von Soul und R&B beeinflusst. Das Musikvideo zeigt Goulding und Riley, wie sie in einem Café Telekinese anwenden. Lost, die zweite auf dem Album enthaltenen Kollaboration mit MØ erschien am 20. Juli 2015. Diese konnte nicht an den Erfolg von Lean On anschließen, konnte jedoch in Deutschland bis in die Top-100 vorrücken.
Seit Oktober 2015 tragen Major Lazer eine eigene zweistündige Radiosendung bei dem Radiosender von Apple Music, Beats 1 aus. Sie trägt den Titel „Lazer Sound“ und wird meist in einem Turnus von drei Wochen ausgestrahlt, es gibt jedoch oft auch unregelmäßige Sendungen. Die Sendungen bestehen meist aus einem eineinhalbstündigen DJ-Set mit Lieblingsmusik der Gruppe sowie einem halbstündigen Set eines Gastmusikers.
Anfang November 2015 erschien die Single Light It Up, die einen Gastbeitrag von Nyla enthält. Sie erreichte erstmals wieder hohe Charterfolge wie Lean On. Die Single-Version unterscheidet sich jedoch grundlegend von der des Albums; so wurde der Stil von Drum ’n’ Bass in Moombahton umgestaltet und zusätzliche Rap-Verse von Fuse ODG hinzugefügt.
Die letzte Single-Auskopplung aus dem Album erschien am 27. November 2015. Diese trägt den Titel Boom und war lediglich auf der Extended-Version enthalten. An der Produktion beteiligte sich der niederländische DJ und Produzent MOTi, der ursprünglich im Bereich des Big-Rooms aktiv war. Vocals steuerten Ty Dolla $ign, Wizkid und Kranium bei. Insbesondere in Europa, vor allem in Skandinavien konnte großer Erfolg eingebracht werden.

### 2016:Cold WaterundBeliever

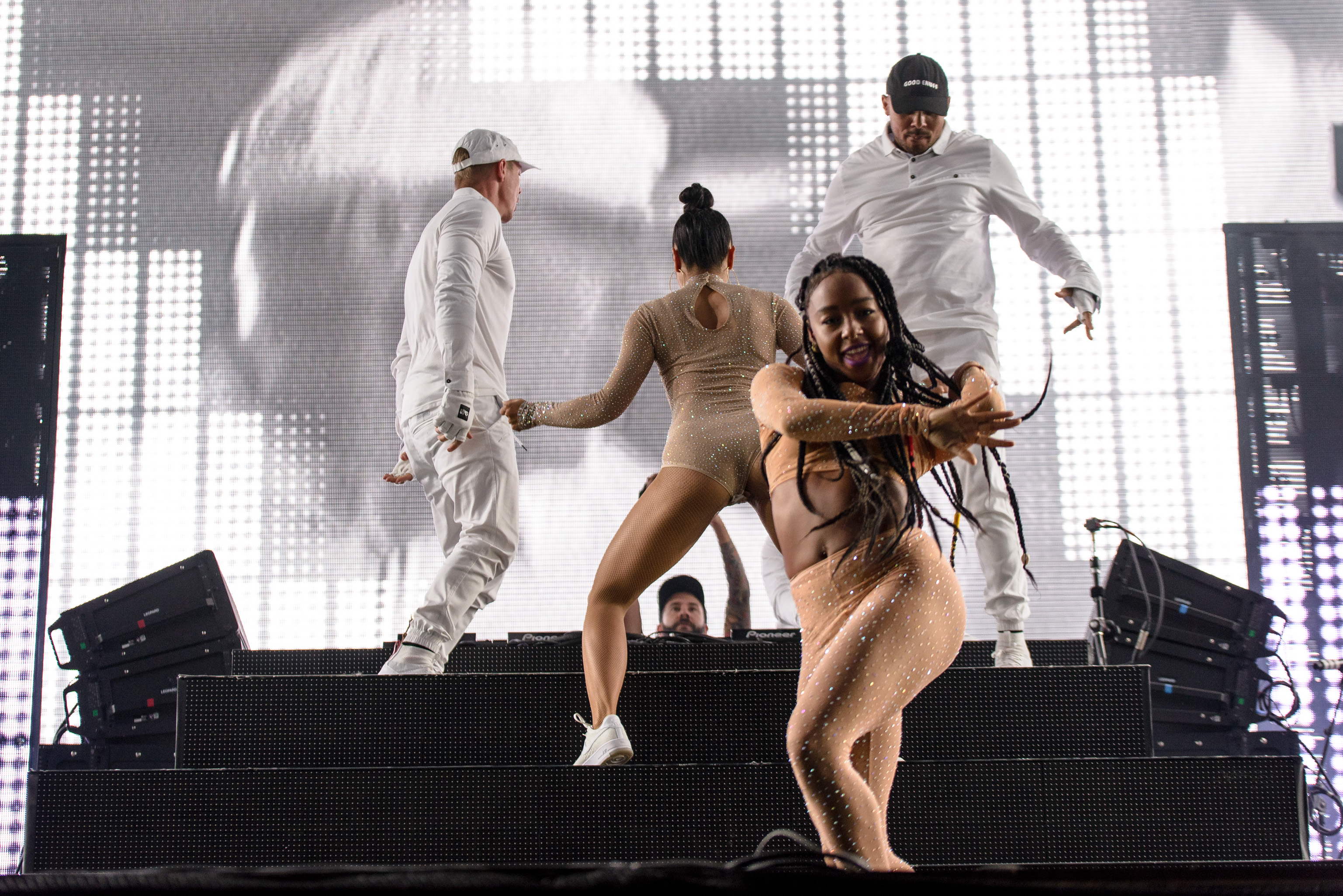
Major Lazer beim Rock im Park 2016

Am 22. Juli 2016 veröffentlichte Major Lazer das Lied Cold Water, eine Zusammenarbeit mit MØ und Justin Bieber. An der Entstehung waren zudem Ed Sheeran und Benny Blanco beteiligt. Cold Water ist die Lead-Single des vierten Studioalbums Music Is the Weapon und brachte das Trio in die Top-10 von über 30 Ländern, darunter rund 15 Mal auf Platz eins. Remixe steuerten unter anderem Lost Frequencies, Afrojack und Don Omar bei. Innerhalb eines halben Jahres verkaufte sich das Lied über fünf Millionen Mal.
Am 30. September 2016 erfolgte die Veröffentlichung ihrer Zusammenarbeit mit dem niederländischen Brüder-Duo Showtek mit dem Titel Believer, die eine Mischung aus Dance-Hall, Trap und Big-Room darstellen soll. Bereits im April 2016 wurde das Lied premiert und konnte hohe Popularität erreichen. In Belgien, Frankreich und den Niederlanden rückte Believer bis in die offiziellen Single-Charts vor. Zudem erreichten das Lied die Top-20 der US-amerikanischen Dance-Charts. Insbesondere das Musikvideo, das auf die europäischen Flüchtlingskrise anspielt, erhielt positive Kritiken.

### 2017:Music Is the Weapon
Am 26. Januar 2017 erschien die Single Run Up, die zusammen mit dem R&B-Sänger PartyNextDoor und der Rapperin Nicki Minaj entstand. Weiterhin wirkten bei der Produktion Stargate und Philip Meckseper mit. Letzterer wirkte bereits bei einer Reihe an vorherigen Liedern mit. Der Song konnte wieder weltweiten Erfolg erreichen, worunter die obere Charthälfte von über 20 Ländern erreicht wurde. Parallel produzierten sie einen Remix zu Ed Sheerans Welthit Shape of You. Hierbei fügten sie zudem Vocals von Nyla und Kranium hinzu. Ein weiterer Remix erschien am 5. Mai 2017 zusammen mit Moska zu Luis Fonsi und Daddy Yankees Despacito.
Am 1. Juni 2017 erschien die Single Know No Better, die die Crew zusammen mit den Rappern Travis Scott, Quavo und der Sängerin Camila Cabello aufgenommen hat. Sie ist die Lead-Single der gleichnamigen EP, auf welcher man sich fünf weitere Songs anhören kann, auf denen u. a. Sean Paul und J Balvin gefeaturet sind.
Ebenfalls im Juni 2017 erklärte Diplo in einem Interview mit Billboard, dass er fortan andere Ziele angepeilt habe, da er davon ausgehe, dass Alben nicht mehr wirklich verkauft werden würden. Trotzdem berichteten Musikmagazine wie der „NME“, dass ihr viertes Studioalbum Music Is the Weapon für 2018 geplant sei. Im Januar 2018 tauchten Berichte auf, dass das Album im folgenden März veröffentlicht werden würde, was sich bis Ende 2018 nicht bewahrheitete. Laut dem „Forbes Magazine“ sollten alle bis dato veröffentlichten Songs auf dem Album erscheinen. In einem Interview mit „Complex“, das im September 2018 gegeben wurde, sagte Diplo, dass er vorhabe, das Album 2019 als letztes Major-Lazer-Album zu veröffentlichen.
Im Mai 2019 wurde bekannt, dass das langjährige Mitglied Jillionaire Major Lazer verlassen hat. An dessen Stelle trat der Produzent Ape Drums, der auch vorher schon eng mit der Gruppe zusammen gearbeitet hat. Bereits vorher hat die Gruppe in sozialen Medien von einer neuen Ära gesprochen. In einem im Juni 2019 erschienenen Interview dementierte Walshy Fire Gerüchte, dass sich die Gruppe noch im selben Jahr trennen wollen würde. Ebenso würde das kommende Album auch nicht das letzte sein.

## Diskografie
Studioalben

| Jahr | Titel Musiklabel                                     | Höchstplatzierung, Gesamtwochen, AuszeichnungChartplatzierungen (Jahr, Titel, Musiklabel, Platzierungen, Wochen, Auszeichnungen, Anmerkungen) | Höchstplatzierung, Gesamtwochen, AuszeichnungChartplatzierungen (Jahr, Titel, Musiklabel, Platzierungen, Wochen, Auszeichnungen, Anmerkungen) | Höchstplatzierung, Gesamtwochen, AuszeichnungChartplatzierungen (Jahr, Titel, Musiklabel, Platzierungen, Wochen, Auszeichnungen, Anmerkungen) | Höchstplatzierung, Gesamtwochen, AuszeichnungChartplatzierungen (Jahr, Titel, Musiklabel, Platzierungen, Wochen, Auszeichnungen, Anmerkungen) | Höchstplatzierung, Gesamtwochen, AuszeichnungChartplatzierungen (Jahr, Titel, Musiklabel, Platzierungen, Wochen, Auszeichnungen, Anmerkungen) | Anmerkungen                                             |
| Jahr | Titel Musiklabel                                     | DE | AT | CH | UK | US | Anmerkungen                                             |
| ---- | ---------------------------------------------------- | --- | --- | --- | --- | --- | ------------------------------------------------------- |
| 2009 | Guns Don’t Kill People… Lazers Do Downtown (Fontana) | — | — | — | — | US169 (1 Wo.)US | Erstveröffentlichung: 16. Juni 2009                     |
| 2013 | Free the Universe Because Music (WMG)                | DE88 (1 Wo.)DE | AT53 (1 Wo.)AT | CH45 (2 Wo.)CH | UK34 (2 Wo.)UK | US34 (2 Wo.)US | Erstveröffentlichung: 12. April 2013 Verkäufe: + 82.500 |
| 2015 | Peace Is the Mission Because Music (WMG)             | DE40 (1 Wo.)DE | AT32 (2 Wo.)AT | CH11 (7 Wo.)CH | UK25 Gold · (9 Wo.)UK | US12 Gold · (68 Wo.)US | Erstveröffentlichung: 29. Mai 2015 Verkäufe: + 830.000  |
| 2020 | Music Is the Weapon Because Music (WMG)              | — | — | — | — | — | Erstveröffentlichung: 23. Oktober 2020                  |